# Adolf Hannemann
Adolf Gustav Hermann Hannemann (* 27. Juni 1900 in Potsdam; † 8. August 1974 in West-Berlin) war ein Manager, Produzent und Produktionsleiter beim deutschen Film.

## Leben und Wirken
Über Adolf Hannemanns frühe Jahre ist derzeit nichts bekannt. Der Sohn eines gleichnamigen Korbmachermeisters und dessen Frau Marie Elisabeth, geb. Burow, war zunächst, in den 1920er Jahren, mit diversen niederrangigen Posten im Filmmanagement tätig und wurde 1929 zum Geschäftsführer der aus der Fritz-Lang-Film GmbH hervorgegangenen Piccadilly-Film GmbH berufen. Als Arnold Pressburger 1930 aus der F.P.S. Film GmbH ausstieg, wurde Hannemann sein Nachfolger. Der Kaufmann Heinrich Thomas übernahm im Dritten Reich die Fellner & Somló GmbH der jüdischen Produzenten Hermann Fellner und Josef Somló und wandelte die Firma in die H. T. Film GmbH um. Adolf Hannemann fungierte als Co-Geschäftsführer. Später trat Hannemann in die Dienste der Produktionsfirma Terra ein und konnte unmittelbar vor Kriegsende 1945 bei G. W. Pabsts nicht mehr fertig gewordenem Kriminalfilm Der Fall Molander erstmals als Produzent arbeiten. Nach dem Krieg wirkte Adolf Hannemann als Produktionsleiter kurzzeitig bei der ostzonalen DEFA. 1954/55 beendete er seine kurze Karriere in der Filmherstellung mit zwei bundesdeutschen Produktionen des Produzenten Karl Schulz.
Hannemann war ab 1925 mit Erna, geb. Handke, verheiratet. Er starb 1974 in seiner Wohnung in Berlin-Wilmersdorf.

## Filmografie
- 1944: Der Fall Molander
- 1947: Grube Morgenrot
- 1948: Die Brücke
- 1950: Der Kahn der fröhlichen Leute (auch Co-Drehbuch)
- 1951: Modell Bianka (auch Co-Drehbuch)
- 1952: Anna Susanna
- 1953: Kein Hüsung
- 1954: Ball der Nationen
- 1955: Der Major und die Stiere